# 타나이스

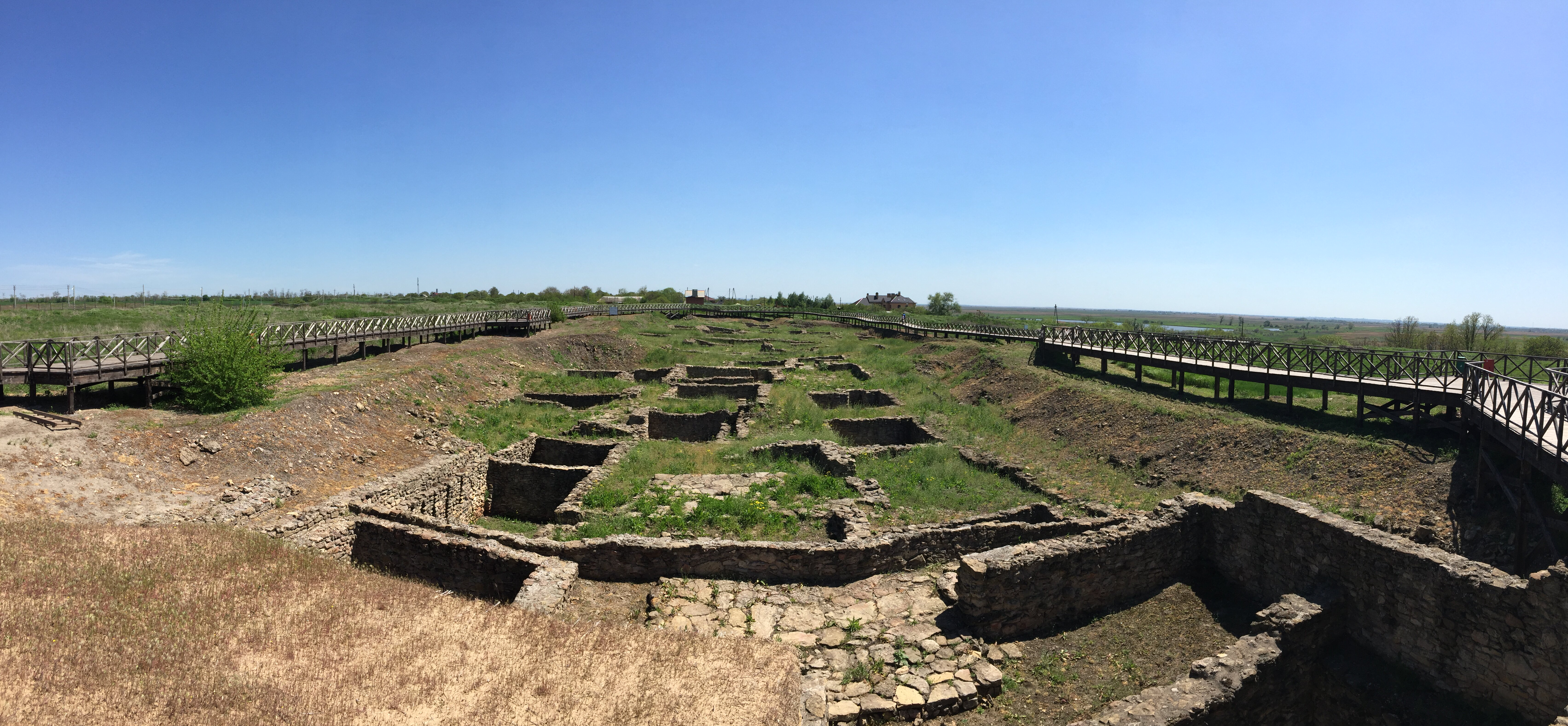

타나이스(그리스어:  Τάναϊς Tánaïs[*], 러시아어: Танаис)는 돈강 삼각주에 있던 고대 그리스의 도시로, 고전 고대에는 마이오티스의 늪이라는 이름으로 불렸다. 타나와 같은 주교였으며, 라틴 카톨릭의 타나이스 교구로 명목상 남아있었다.

## 역사
타나이스는 고대 그리스의 밀레토스인들이 시장을 세우기 전부터 식민지였다.

## 같이 보기
- 러시아의 로마 가톨릭 교구 목록